# Караччоло, Энрикетта
Энрике́тта Кара́ччоло (итал. Enrichetta Caracciolo di Forino; 17 февраля 1821, Неаполь[…] — 17 марта 1901, Неаполь[…]) — итальянская писательница, журналистка, деятельница Рисорджименто.

## Биография
Родилась в семье Форино, бывшей частью неаполитанского аристократического рода Караччиоло. Всего в семье было пять дочерей. После смерти отца Энрикетта была против воли помещена в монастырь бенедиктинок, затем переходила из одного монастыря в другой, пока, после заступничества папского нунция, не была выпущена на волю в 1854 году.
Через несколько месяцев вышла замуж за Джованни Гройтера (итал. Giovanni Greuther), неаполитанца немецкого происхождения, сторонника Гарибальди.
В своё время произвели впечатление её записки «Тайны женских монастырей в Неаполе», или «Исповедь монахини» (русский перевод в «Заграничном вестнике», 1865).